# آيت أعزم (تاونزا)
آيت أعزم هي إحدى مشيخات المملكة المغربية، تتبع جغرافيا لإقليم أزيلال وإداريًا لتاونزا. يقدر عدد سكانها بـ 2054 نسمة حسب الإحصاء الرسمي للسكان والسكنى لسنة 2004.